# شريان معوي
شرايين معوية تظهر من الجانب المقعر للشريان مساريقي علوي. وفي العادة يبلغ عددهن 12-15 شريان توزع على صائم وعلى لفائفي.